# 互补原理

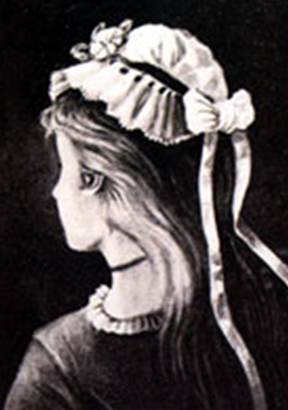
在這幅著名的視錯覺圖畫《少女和老婦》裡，假若選擇辨識少女的輪廓，則能夠觀賞到少女的圖像，假若選擇辨識老婦的輪廓，則能夠觀賞到老婦的圖像。類似地，在量子力學裡，假若選擇做粒子實驗，則會觀測到粒子，假若選擇做波動實驗，則會觀測到波動，但是，絕不能同時觀測到粒子與波動。

在量子力學裏，互補原理（英語：Complementarity principle）是尼爾斯·玻爾於1927年提出的一個基礎原理，是哥本哈根詮釋的角石。在不同學術領域，互補原理常被用來解釋迥然不同的現象，對於這些用法，互補原理蘊含的意義大不相同，所根據的操作機制也完全不同。:91-92
概念而言，微觀物體具有波动性或粒子性，有時會表現出波動性，有時會表現出粒子性。波動性指的是波動所具有的波長與頻率意味著它在空間方面與時間方面都具有延伸性。粒子性指的是粒子總是可以被觀測到其在某時間與某空間的明確位置與動量的性質。:第3.1段
當描述微觀物體的量子行為時，必須同時思考其波動性與粒子性。互補原理闡明，不能用單獨一種概念來完備地描述整體量子现象，為了完備地描述整體量子现象，必須將分別描述波動性、粒子性的概念都囊括在內。這兩種概念可以視為同一個硬幣的兩面。:242按照玻爾的說法，微觀物體的波動性與粒子性互補。
理論而言，根據位置-動量不確定性原理，在描述微觀物體的量子行為時，位置的不確定性越小，則動量的不確定性越大；反之亦然。類似地，根據能量-時間不確定性原理，能量的不確定性越小，則測量時間的不確定性越大；反之亦然。在這裏，互補原理指的是量子力學所給出的信息，對於任何一對不相容可觀察量，由於不確定性原理，其中一個可觀察量的不確定性越小，則另一個可觀察量的不確定性越大，反之亦然。這一對不相容可觀察量互補。玻爾主張，因為不確定性原理，位置與動量互補，能量與測量時間互補。
從實驗方面來說，再精緻的設計，也只能演示出一部份量子現象，無法演示出全部量子現象。舉例而言，在量子擦除實驗裏，路徑信息透露粒子經過的是哪條路徑，而干涉圖樣顯露波動相互干涉所形成的圖樣，觀測到越多路徑信息，則干涉圖樣的可視性越低；反之亦然。單獨一種實驗無法同時完整地觀測到這兩種現象，需要用兩種不同的實驗設置才能完整地觀測到這兩種現象。因此可以推論，整個實驗與觀測結果密切相關，只有在實驗的框架內，物體被觀測的性質才具有意義，才能夠被確切決定。對於量子擦除實驗，玻爾會說，路徑信息與干涉圖樣互補。

## 歷史
1900年，馬克斯·普朗克提出他的量子化假說 ，從在黑體輻射裏電磁輻射能量的量子化，將能量與頻率關聯在一起。自此以後，物理學者就开始探索这个与经典理论相互抵觸的新思想，然而在此过程中，却遇到了许多难以解释的問題。1905年，阿爾伯特·愛因斯坦應用量子的概念，把光束描述為一群離散的量子，現稱為光子，而不是連續性波動，這論述解释了光电效应，使得光微粒说重新獲得活力；但是光在衍射、干涉实验中表現出的却是一种波動。光的本质是波動还是粒子，让人一时难以捉摸。路易·德布羅意於1924年提出物质波假說，他主張，一切实物粒子均具有波动性，他并且給出對應的物质波波长与频率的關係式。1927年，柯林頓·戴維森與雷斯特·革末設計與完成的戴維森-革末實驗成功證實了物质波假說。後来，质子、中子、原子的波动性也都分別得到实验证实。物质究竟是波動还是粒子，也成为一个極具挑戰的问题。
這些實驗結果既表明了微观粒子的波动性，又表明了其具有粒子性，这两种互相排斥的属性同时存在于一切量子现象中，使得量子力学的本质变得扑朔迷离。1925年，維爾納·海森堡从粒子的不連續性量子躍遷性質來表述矩阵力学，1926年，埃尔温·薛定谔以波动的連續性演化性質來啟發性推導出波动力学，这两种理论虽然出发点大不相同，但在解释量子现象上却得到異曲同工的结果。1926年，保羅·狄拉克证明了这两种力学在数学上是等价的。但這仍舊不能對波粒二象性給出更深層的理解。:229-230玻爾認為，這兩種理論分別表達出不同的觀點，為了要詳盡解釋量子現象，這兩種觀點都需被接納，而從實驗內涵來決定應該用哪種觀點來詮釋獲得的結果。:第3.1段
在1927年2月、3月間，玻爾在挪威歡度滑雪假期，似乎就是在那裏，他靈機一動，構想出互補原理。海森堡也在那段時期對於不確定性原理有突破性的領悟，3月10日，他寫了一封信將這消息通知玻爾。在玻爾度假回來前，海森堡就已將這表述不確定性原理的論文寫好，送出發表了，並沒有給予玻爾審閱。玻爾五天後回到研究院，才看到這篇論文，他認為這有瑕疵，特別而言，在顯微鏡思想實驗裏的分析出現嚴重錯誤。為此，兩人爭執不休，剛從瑞典來訪的奧斯卡·克萊因也被捲入這場論戰，還請了沃尔夫冈·泡利幫忙從中調解，但是泡利那時正好分身不暇。最後，玻爾終於將海森堡說服。海森堡也同意表示，不確定性原理是更深層互補性概念的表象，是互補原理的必然結果。海森堡同意在即將發表的不確定性原理論文裏添加以下幾句聲明：:95-104
玻爾提醒我注意到，觀測的不確定性並不只是從不連續性事件出現，而是直接綑綁於某種要求，即我們配派同樣的正確性給迥然不同的實驗，儘管在這些實驗中，有些演示了微粒說，而又有些演示了波動說。
1927年9月16日，在意大利科莫召开的“纪念伏打逝世一百周年”的國際物理大會（International Physics Congress）上，玻尔在標題为《量子公设和原子理论的晚近发展》（The Quantum Postulate and the Recent Development of Atomic Theory）的演讲中，首次提出互补原理，他表示，量子现象无法用單獨一种的物理图景来展现，而必须应用互补的方式才能完整地描述。那時期最權威的物理學者幾乎都參加了這場大會，除了愛因斯坦、薛丁格、狄拉克以外。一個月後，這三位大師都列席在布魯塞爾舉辦的第五次索爾維會議，玻爾在這次會議裏再度講述互補原理。整篇講文都寫在會議記錄裏，後來又登載在英文的《自然》期刊。
物理學者對於量子力學所作的詮釋，愛因斯坦頗感不滿，他認為互補原理存有嚴重瑕疵，特別是這原理的相互排斥概念。例如，描述微體的運動行為必須用到位置與動量，但做實驗永遠無法準確地同時測得這兩個不相容可觀察量。又例如，在量子擦除實驗裏，測量路徑信息所需要的實驗設置與干涉圖樣所需要的實驗設置不同，不能在任何單獨設置中準確地測得路徑信息與干涉圖樣。愛因斯坦在第五次索爾維會議中，提出雙縫實驗的變版思想實驗，又在第六次索爾維會議中，提出愛因斯坦光盒思想實驗，試圖攻擊互補原理與量子力學，但玻爾都能成功化解這些難題。:95-102
由於物理學者做雙縫實驗發現波動行為與粒子行為可能會同時出現，雖然這結果引起很多爭論，幾年之後，玻爾暗自放棄了提倡波動性-粒子性互補論，改而青睞運動-動力互補論，在這裡，運動指的是運動學變量位置，動力指的是動力學變量動量。:第4節
1949年，玻爾撰寫了一篇文章，標題為《就原子物理学中的认识论问题和爱因斯坦进行的商榷》（Discussions with Einstein on Epistemological Problems in Atomic Physics），這篇文章被物理學者公認為表述互補原理的權威論文。

## 理論概述
互补原理起因於实验仪器与被观测物体的相互影响。在古典力学裏，仪器与物体的相互作用可以通过对实验条件的改进而減小，理論而言，可以被忽略。因此，可以同時去测量物体的各種不同性质，在此过程中不会对物体产生影响，把这些性质加起来，就可以對於物体的現象給出完整描述。
但是，在量子力學裏，仪器与物体的相互作用在原则上是不可避免、不可控制、也不可被忽略的。在测量物体的任意一種性质的同时，会不可避免地对物体产生攪擾，因此不能同時测量物体的所有性质，另外，不同的实验可能會得出互相矛盾的结果，这些结果无法收集於單獨一種物理图景中，因此，只有採用互补原理这更宽广的思维框架，包容这些互相矛盾的性质，才能完整地描述量子现象。
玻爾對於互補原理這樣闡述：
......不管量子物理現象怎樣遠遠超越古典物理解釋的範疇，所有證據的說明必須用古典術語來表達。理由很簡單，提到"實驗"這術語，我們指的是一種狀況，我們可以告訴其他人，我們到底從這種狀況中學到了些甚麼，因此，關於實驗裝置與觀察結果的說明，必須通過恰當的應用古典物理術語，以無歧義的語言表達。
這極為重要的一點......意味著，原子物體的行為、原子物體與測量儀器的相互作用（定義了現象發生所需條件），這兩者之間不可能存在有任何明顯的分割......因此，從不同實驗獲得的證據不能概括在單獨一種圖景內，而必須視為相互補足，只有整個現象能夠詳盡概括關於物體的所有可能信息。
例如，物體的粒子性與波動性就是一種互補現象，關於這兩種性質的概念都是從古典物理引入，做實驗只能在任意時刻演示出其中一種性質，不能在任意時刻將兩種性質都演示出來。楊氏雙縫實驗只能演示出光的波動性，光電效應實驗只能演示出光的粒子性。每一種實驗都只能演示出一種性質。更進一步而言，實驗儀器可以被設計為演示粒子性或波動性，但是絕對無法被設計為同步演示粒子性與波動性。這並不是因為物理學者缺乏想像力，而是因為這種儀器根本不可能存在。根據互補原理，量子物體的內秉性質不能獨立於儀器的測量，被測量的量子物體與測量的儀器結合在一起，無法被分割。光到底是粒子，還是波動？這問題不具任何物理意義。應該研究的問題是，在這實驗裏，到底光所進行的是粒子行為，還是波動行為？這種不可分割性是量子力學跟古典力學的重要不同之處──在古典力學裏，測量儀器與被測量的物體可以被分割開來，好似測量儀器不存在一樣。:244-245:95-104

## 實驗驗證

雙縫路徑實驗示意圖。

最經典的關於波動-粒子互補原理的實驗就是雙縫實驗。如右圖所示，雙縫路徑實驗是雙縫實驗的變版，是一種「路徑實驗」（which-way experiment）。在雙縫實驗裏，從電子源 {\displaystyle \mathrm {S} } 發射出來的相干電子束，照射在一塊刻有兩條狹縫 {\displaystyle \mathrm {S1} } 和 {\displaystyle \mathrm {S2} } 的不透明擋板。在擋板後方有探測屏。電子抵達探測屏的輻照度會呈黑白相間的條紋，這是電子的干涉圖樣，展示於示意圖最右邊。現在，在擋版後面用激光照射，如果激光的光子被電子散射，然後被光子探測器吸收，則可大致知道電子到底是經過哪條狹縫，因為經過狹縫{\displaystyle \mathrm {S1} }的電子通常會使得光子被探測器{\displaystyle \mathrm {D1} }吸收，而經過狹縫{\displaystyle \mathrm {S2} }的電子通常會使得光子被探測器{\displaystyle \mathrm {D2} }吸收。由於電子會被光子攪擾，因此改變軌道，所以原本的干涉圖樣會變得較為模糊，甚至完全消失，其變化狀況依電子路徑的分辨程度而定，而分辨程度與激光的輻照度有關。:63-65
在進行這實驗時，必須注意到一個關鍵問題：當每一個電子通過狹縫時，到底有哪些信息可以給出通過的是哪條狹縫（哪條路徑）？假若沒有信息可以給出通過的是哪條狹縫，則這電子的物理行為是由兩種量子態的量子疊加來描述，每一種量子態描述電子通過其中一條狹縫的物理行為，在偵測屏會顯示出因量子疊加而產生的干涉圖樣，這電子具有波動性。反過來說，假若有信息可以給出任意一個電子通過的是哪條狹縫，則這電子的物理行為是由電子通過這條狹縫的量子態來描述，在偵測屏不會顯示出干涉圖樣，這電子具有粒子性。在這實驗裏，按照恩格勒-格林柏格對偶關係式（Englert–Greenberger duality relation），波動性與粒子性互補，因為假若觀察到其中一種性質，則觀察不到另一種性質。這不是非零即一或非一即零的二位元關係，有時候，兩種性質可以一起被觀察到，但是這時，每一種性質不會完全展現，而是部分展現，由對偶關係式決定到底有多少被展現。每當有部分的「哪條路徑」信息時，就會出現這種互補行為。:35-40
更仔細地分析，在雙縫實驗或任何干涉實驗裏，波動行為衍生出的干涉圖樣可視性與粒子行為衍生出的路徑分辨性互補。假若分辨出粒子的移動路徑，則無法觀察到干涉圖樣，反之亦然。路徑的分辨率越高，則干涉圖樣的可視性越低，反之亦然。在雙縫路徑實驗裏，當激光的光子被電子散射之時，兩者會發生量子糾纏，因此光子會載有電子的路徑信息，所以電子與光子彼此之間的量子糾纏給出了路徑信息，這意味著，互補性質可以視為是量子糾纏的後果。:63-65
很多種中子干涉儀實驗（neutron interferometry）可以演示出對偶性與互補性的奧妙。通過干涉儀後的中子似乎會顯示出波動行為，但是在通過之時，中子會感受到引力，隨著中子干涉儀被轉動於地球的重力場，可以觀察到干涉儀的兩條路徑之間的相位差有所改變，扮隨著中子波干涉圖樣的改變，這是因為對應於中子移動於每條路徑的物理行為有一種特定的量子態來描述，這兩種量子態會相互干涉。兩條路徑的徑長相差達5 cm至15 cm，這幾乎不是微觀效應。這實驗與常見的雙縫實驗和鏡子干涉儀實驗類似之處是狹縫或鏡子可以相隔任意遙遠。因此，在干涉實驗與衍射實驗裏，中子的物理行為與相同波長的中子或電子很類似。:211-213

## 互补原理在其他领域推广
玻尔认为，互补原理是作为一个更加宽广的思维框架，是一个普遍适用的哲学原理，因此他试图用互补原理去解决生物学、心理学、数学、化学、人类学、语言学、民族文化等方面的问题,并试图揭示其他形式的互补关系。:210

### 生物学
生物学既包括分子层次的理化性质，又包括细胞、组织、器官层次的生命特征。在研究生物的分子特性时，就不会涉及到生命的部分，在对生物的生命特性进行研究时，就会的忽视其分子层面的理化特性。同时，在用仪器对生命体进行研究的过程中，就会不可避免的对细胞、组织造成损害，甚至杀死整个生命体。因此，生物学研究的这两个方面既是互补，有时互斥的。

### 心理学
在心理学研究中，人本身与作为研究对象的心理更加密不可分。当要描述自己的情感时，就必须将逻辑放到一边，当要描述自己的逻辑思维时，就必须忽视自己的情感，而人的心理是诸多方面组成的，在研究过程中它们常常互相排斥，因此必须用互补的思想去研究心理学。

### 语言学
语言中的每一个词都是从不同角度、不同层次去表述的，人们不能在同一条件下使用不同的概念，否则就会因此混淆，但是每个词语都是必须的，不同角度、不同层次的词语加起来才能更完整的表述，因此，这些词语之间是既互斥又互补的关系。

### 文学艺术
每一个民族有着自己特定的文化，这些文化各有各的特点，不同民族的审美观也有着差异，因此，这些文化在表现形式上甚至理论上都有互相矛盾的地方，但是他们都是人类文化的一部分，必须用互补的方式去看待这些不同的文化。

## 互补原理对哲学的影响
互补原理的提出，使认识论有了进一步的推广，指出了经典认识论只是在一定条件下才适用。在经典认识论中，客体的属性、规律与主体无关，与主体所采取的观测方法也无关，主体可以在客体之外去认识客体，同时不对客体产生影响，主客体之间不存在不可分离的联系。由互补原理引出的认识论指出：单独说客体的属性、规律是没有意义的，必须同时说明主体的情况与其采取的观测方式，主体对客体的认识必须通过对客体施加影响来实现，因此，主客体之间存在着不可分离的联系。但是在一定条件下主体对客体的影响可以忽略，这时经典认识论就是适用的。

## 參閱
- 玻爾－愛因斯坦論戰
- 阿弗沙爾實驗
- 惠勒延遲選擇實驗